# Schoutedenomyia samaruensis
Schoutedenomyia samaruensis är en tvåvingeart som beskrevs av Lyneborg 1976. Schoutedenomyia samaruensis ingår i släktet Schoutedenomyia och familjen stilettflugor.
Artens utbredningsområde är Nigeria. Inga underarter finns listade i Catalogue of Life.